# Yokosuka (Kanagawa)
Yokosuka (横須賀市 Yokosuka-shi?) es una ciudad costera japonesa, en la prefectura de Kanagawa. Su población es de 414.960 habitantes (2012). Está incluida en la conurbación de Tokio.
Está ubicada en la boca de la bahía de Tokio, concretamente en la península de Miura, que ocupa hasta la bahía de Sagami. Las poblaciones vecinas o colindantes son Yokohama, Miura, Hayama y Zushi.
Razones por la que es conocida esta ciudad, es que en Yokosuka se encuentra la sede de la Empresa automovilística Nissan, nació Hide, guitarrista del legendario grupo de rock X Japan, así como por ser mencionada en el capítulo 7 de Neon Genesis Evangelion, por ser el lugar a donde llegarían con la unidad 02. Otra de las razones se debe a que la primera entrega de la aventura gráfica Shenmue, desarrollada por AM2 y lanzada en la Dreamcast, fue ambientada en esta ciudad. El juego se caracterizaba por su alto grado de realismo e incluía detalladas reproducciones virtuales de los barrios de Yamanose, Sakuragaoka y Dobuita, así como del puerto de Yokosuka. Además se puede encontrar el acorazado Mikasa.

## Ciudades hermanas
Yokosuka esta hermanada con las siguientes ciudades:
- Corpus Christi, Texas, Estados Unidos (1962)
- Brest, Francia (1970)
- Fremantle, Australia Occidental, Australia (1979)
- Medway, Kent, Reino Unido (1998)